# Louvil
Louvil là một xã ở tỉnh Nord ở miền bắc nước Pháp. Xã này có diện tích 2,5 kilômét vuông, dân số năm 1999 là 835 người. Xã nằm ở khu vực có độ cao trung bình 25 mét trên mực nước biển.